# Phrurolithus kastoni
Espèce
Phrurolithus kastoni est une espèce d'araignées aranéomorphes de la famille des Phrurolithidae.

## Distribution
Cette espèce est endémique de Californie aux États-Unis,.

## Étymologie
Cette espèce est nommée en l'honneur de Benjamin Julian Kaston.

## Publication originale
- Schenkel, 1950 : Spinnentiere aus dem westlichen Nordamerika, gesammelt von Dr. Hans Schenkel-Rudin. Erster Teil. Verhandlungen der Naturforschenden Gesellschaft in Basel, vol. 61, p. 28-92.